# Sandovskij rajon
Il Sandovskij rajon (in russo Сандовский район?) è un rajon dell'Oblast' di Tver', nella Russia europea; il capoluogo è Sandovo. Istituito nel 1929, ricopre una superficie di 1.603 chilometri quadrati.